# Japanische Esskastanien-Gallwespe
Die Japanische Esskastanien-Gallwespe oder kurz Kastaniengallwespe (Dryocosmus kuriphilus) ist ein ursprünglich in Süd-China beheimateter Vertreter der Gallwespen (Cynipidae). Ihre Larven verursachen Gallen an Kastanien (Castanea). Besonders in China, Japan und teilweise den USA ist sie einer der bedeutendsten Schädlinge im Anbau von Kastanien. Sie gilt als weltweit bedeutendster Kastanien-Schädling.

## Merkmale
Es sind nur weibliche Tiere bekannt. Die adulten Tiere haben eine Körperlänge von 2,5 bis 3 Millimeter und sind schwarz. Beine, Scapus und Pedicelli der Antennen, der Apex des Clypeus und die Mandibeln sind gelbbraun. Der Kopf ist fein skulpturiert. Scutum, Mesopleuron und Gaster sind glatt und glänzend. Das Propodeum weist drei getrennte, längsgerichtete Kiele auf. Propodeum und Pronotum sind stark skulpturiert. Das Scutum besitzt zwei Gruben (Notaulices), die sich hinten annähern. Die Antennen bestehen aus 14 Segmenten, die Endsegmente sind nicht keulenförmig verdickt. Das adulte Tier ähnelt der europäischen Eichengallwespe (Dryocosmus cerriphilus).
Die Eier sind oval, milchig weiß, 0,1 bis 0,2 Millimeter lang und lang gestielt. Die Larven sind kurz vor der Verpuppung 2,5 Millimeter lang und milchig weiß. Sie besitzen keine Augen und Beine. Die Puppen sind 2,5 Millimeter lang, schwarz oder dunkelbraun gefärbt.

## Lebensweise
Die Kastaniengallwespe bildet eine Generation pro Jahr. Die Vermehrung erfolgt parthenogenetisch, Männchen sind noch nie beobachtet worden.
Die adulten Gallwespen schlüpfen zwischen Ende Mai und Anfang Juli und legen die Eier in Paketen von meist drei bis fünf, selten bis zu 30 Eier in die Blatt- und Blütenknospen der Kastanien. Insgesamt legt ein Weibchen über 100 Eier und stirbt nach wenigen Tagen.
Die Larven schlüpfen nach 30 bis 40 Tagen und entwickeln sich nur langsam. Sie überwintern in den Knospen der Bäume. Zu Beginn des Knospenaustriebs im Frühjahr beschleunigt sich das Wachstum der Larven. Um diese Zeit verursachen sie die Gallen an den neuen Trieben. Die Larven fressen die nächsten 20 bis 30 Tage in der Galle. Zwischen Mitte Mai und Mitte Juli erfolgt die Verpuppung der Larven, kurz darauf schlüpfen die adulten Weibchen.

## Wirtspflanzen, Schadwirkung und Bekämpfung

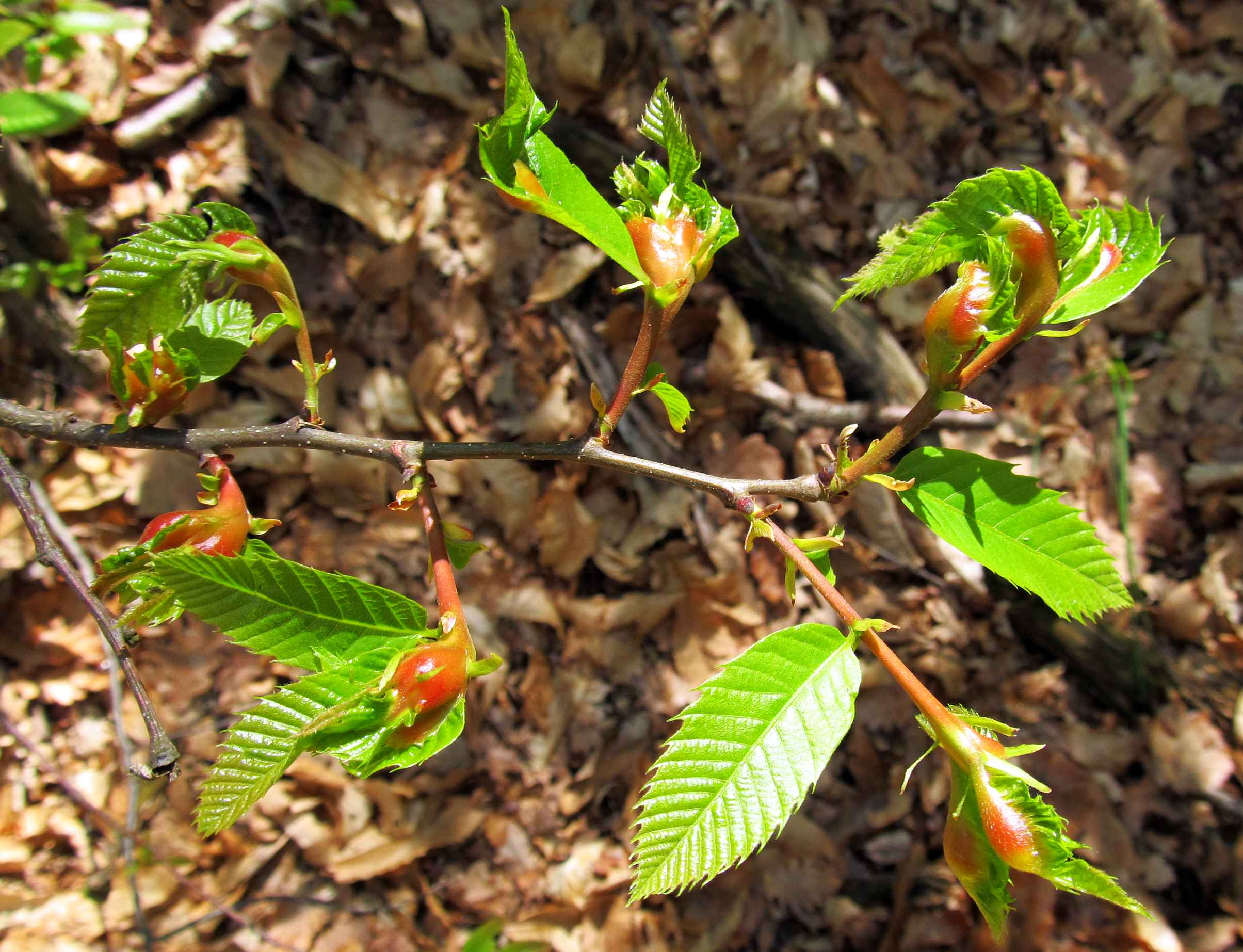
Gallapfel an einer Edelkastanie

Befallen werden mehrere Arten der Gattung Kastanie (Castanea). Besonders empfindlich sind die Japanische Kastanie (Castanea crenata), die Amerikanische Kastanie (Castanea dentata), die Chinesische Kastanie (Castanea mollissima), Castanea seguinii, aber auch die europäische Edelkastanie (Castanea sativa). Andere Arten und Gattungen werden nicht befallen. Es werden alle Altersstufen ab dem zweiten Jahr befallen.
Die Gallen sind 5 bis 20 Millimeter groß und grün bis leuchtend rosafarben. Ihr Inneres ist gekammert und enthält meist mehrere Gallwespenlarven. Sie verhindern eine normale Gewebeentwicklung. Die Blätter sind verkrüppelt, auch der Fruchtansatz wird großteils verhindert. Der Ernteausfall kann bis zu 70 % betragen. Es kann sogar zum Absterben ganzer Astpartien kommen. In Südostasien ist die Schadwirkung geringer, da es hier eine Anzahl von Parasitoiden gibt, die die Vermehrung der Kastaniengallwespe einschränken. Sie fehlen jedoch in anderen Gebieten. In Japan wird der Hautflügler Torymus sinensis zur biologischen Bekämpfung der Kastaniengallwespe eingesetzt. Weitere Parasitoide in China sind Torymus beneficus, Megastigmus maculipennis, Megastigmus nipponicus sowie die Ormyrus flavitibialis. In Europa, Japan und den USA wurden in diesen Gebieten heimische Parasitoide zwar vereinzelt in Kastaniengallwespen-Gallen gefunden, ihr Potential zur Kontrolle der Kastaniengallwespe wird jedoch als gering eingestuft. 2005 wurde Torymus sinensis erstmals auch in Italien zur biologischen Schädlingsbekämpfung ausgesetzt.

## Verbreitung
Das Heimatgebiet der Kastaniengallwespe liegt in Süd-China. Circa 1940 wurde sie in Japan eingeschleppt. Nach Nordamerika und Europa gelangte sie wahrscheinlich mit Baumschulmaterial. In Nordamerika trat sie 1974 erstmals auf. Da sie relativ kälteempfindlich ist, ist sie in den USA auf die südlichen Bereiche beschränkt geblieben. In Europa ist sie seit 2002 aus dem Piemont und seit 2005 aus Slowenien bekannt. 2005 wurden auch erste Vorkommen in Frankreich (Saint-Dalmas-Valdéblore, Département Alpes-Maritimes) entdeckt. 2009 wurde die Kastaniengallwespe erstmals in der Schweiz nachgewiesen. Seit 2006 gibt es EU-weite Notfallvorschriften, die Art ist ein Quarantäneorganismus.
Die Ausbreitung erfolgt vorwiegend durch den menschlichen Transport von befallenen Pflanzen bzw. Pflanzenteilen (allerdings nicht der Früchte oder Samen). Die Ausbreitungsgeschwindigkeit von Befallsherden erreicht bis zu 25 Kilometer pro Jahr. Das Flugvermögen ist eingeschränkt, jedoch ist Windverdriftung anzunehmen.